# 热基亚-达普赖亚
热基亚-达普赖亚是巴西阿拉戈斯州的一个市镇。总面积338.6平方公里，总人口11410人，人口密度33.7人/平方公里。